# Вальє-де-Мансанедо
Вальє-де-Мансанедо (ісп. Valle de Manzanedo) — муніципалітет в Іспанії, у складі автономної спільноти Кастилія-і-Леон, у провінції Бургос. Населення — 137 осіб (2010).
Муніципалітет розташований на відстані близько 280 км на північ від Мадрида, 60 км на північ від Бургоса.
На території муніципалітету розташовані такі населені пункти: (дані про населення за 2010 рік)
- Архес: 1 особа
- Арреба: 19 осіб
- Сідад-де-Ебро: 4 особи
- Консортес: 4 особи
- Креспос: 7 осіб
- Куева-де-Мансанедо: 7 осіб
- Мансанедільйо: 0 осіб
- Мансанедо: 38 осіб
- Пеньяльба-де-Мансанедо: 3 особи
- Побласьйон-де-Арреба: 10 осіб
- Ріосеко: 13 осіб
- Сан-Мартін-дель-Рохо: 9 осіб
- Сан-Мігель-де-Корнесуело: 8 осіб
- Вальєхо-де-Мансанедо: 6 осіб
- Вільясопліс: 8 осіб

## Демографія
Динаміка населення (INE ):